# Střítež u Jihlavy

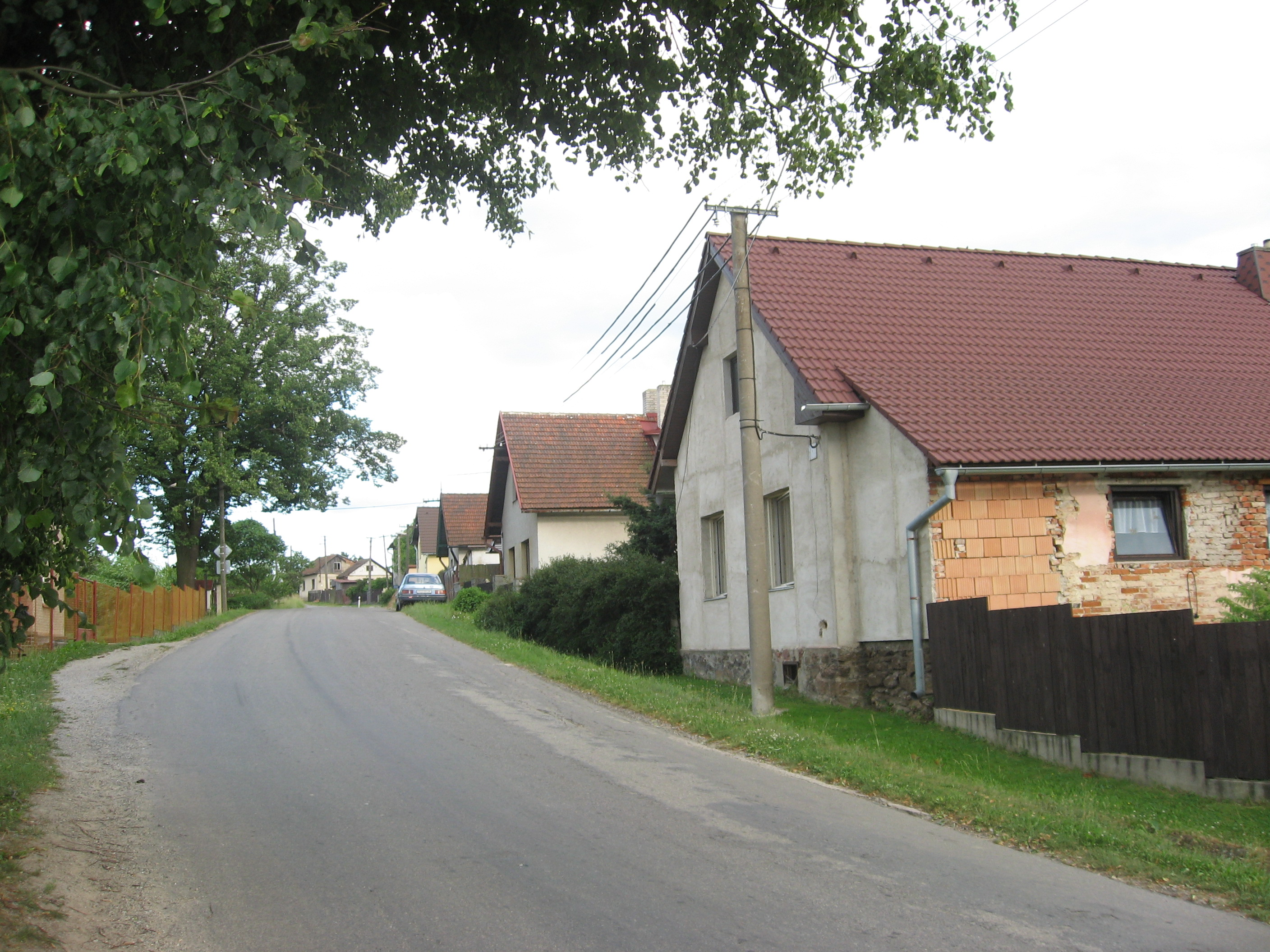
Ortsansicht

Střítež (deutsch Schrittenz) ist eine Gemeinde in Tschechien. Sie liegt acht Kilometer nördlich des Stadtzentrums von Jihlava an dessen Stadtgrenze und gehört zum Okres Jihlava.

## Geographie
Střítež befindet sich  in der Böhmisch-Mährischen Höhe zwischen den Tälern des Zlatý potok (Goldbach) und seines Zuflusses Měšínský potok umgeben von den Teichen Zámecký rybník und Obecní rybník. Westlich liegt mit dem Cihlářský rybník ein weiterer größerer Teich. Entlang des Zlatý rybník führt die Bahnstrecke Znojmo–Kolín, an der sich in Střítež eine Bahnstation befindet. Südwestlich des Dorfes liegt die Abfahrt Jihlava der Autobahn D1 und das Werksgelände der Bosch Diesel sro. Einen Kilometer südöstlich verläuft die historische Grenze zu Mähren.
Nachbarorte sind Nový Mlýn im Norden, Střelecká, Dobronín und Filipovské Chaloupky im Nordosten, Ždírec im Osten, Měšín im Südosten, Heroltice im Süden, Bukovno, Zborná und  Pávov im Südwesten, Červený Kříž im Westen sowie Antonínův Důl und Zvonějov im Nordwesten.

## Geschichte
Das Dorf entstand im 13. Jahrhundert im Zuge der Kolonisation der böhmischen Grenzgebiete zu Mähren unter den Přemysliden durch deutsche Siedler. Die erste schriftliche Erwähnung erfolgte im Jahre 1347. Schrittenz war Sitz einer Herrschaft im  Czaslauer Kreis, die zu dieser den Herren von Leipa gehörte. Diese schlossen Schrittenz mit Deutsch Schützendorf 1467 an die Herrschaft Stöcken an. Die Bewohner des zur Iglauer Sprachinsel gehörenden Dorfes waren größtenteils Deutsche. 1625 kaufte der Iglauer Richter Johann Heidler von Bukau die Herrschaft und 1678 wurde Johann Anton Pachta neuer Besitzer. Pachta ließ sich südwestlich von Schrittenz im Wald bei Alt Pfauendorf ein Jagdschloss errichten, dem er 1711 anlässlich der Kaiserkrönung den Namen Karlswald gab. Zwischen 1725 und 1735 war Philipp Ludwig von Sinzendorf Besitzer von Schrittenz. Von Bischof Sinzendorf erwarb der Bischof Moritz Adolf Karl von Sachsen-Zeitz-Neustadt die Herrschaft Schrittenz, der sie 1748 an Joseph Karl Palm von Gundelfingen veräußerte. 1840 erfolgte der Verkauf an das Haus Hohenzollern.
Nach der Aufhebung der Patrimonialherrschaften bildete Schrittenz/Stříteř ab 1850 eine Gemeinde im  Bezirk Polná. 1863 vereinigten die Hohenzollern ihren Grundbesitz in Deutsch Schützendorf und Schrittenz zum Fideikommiss. Ab 1878 gehörte sie zum Bezirk Deutschbrod. Seit 1921 lautet der tschechische Ortsname Střítež.
Nach dem Zweiten Weltkrieg verübten tschechoslowakische Partisanen Selbstjustiz im Dorf. Die deutschen Bewohner wurden 1945 vertrieben.
Seit 1961 gehört Střítež zum Okres Jihlava.
Das Jagdschloss Karlswald ist nicht erhalten, an seiner Stelle befindet sich heute das Werk von Bosch Diesel.

## Ortsgliederung
Für die Gemeinde Střítež sind keine Ortsteile ausgewiesen.

## Sehenswürdigkeiten
- Wallfahrtskirche St. Florian, östlich über dem Dorf
- Kapelle am Dorfplatz
- Jüdischer Friedhof
- Kruzifix an der Straße zum Bahnhof